# ودلولاکتون
ودلولاکتون (به انگلیسی: Wedelolactone) با فرمول شیمیایی C۱۶H۱۰O۷ یک ترکیب شیمیایی با شناسه پاب‌کم ۵۲۸۱۸۱۳ است. که جرم مولی آن ۳۱۴٫۲۴ g/mol می‌باشد. 